# Zabłocie (Głogów)
Pour les articles homonymes, voir Zabłocie.
Zabłocie est une localité polonaise de la gmina de Żukowice, située dans le powiat de Głogów en voïvodie de Basse-Silésie.